# Tournoi de France de rugby à sept
Ne doit pas être confondu avec Tournoi féminin de France de rugby à sept.
Pour les articles homonymes, voir Tournoi de France.
Le Tournoi de France de rugby à sept (également appelé  France Sevens,  Paris Sevens d'après sa ville hôte usuelle, anciennement appelé Air France Rugby Sevens du nom de son sponsor) est une compétition de rugby à sept, qui se déroule à Toulouse, Paris ou Bordeaux de 1996 à 2006 puis de 2016 à nos jours. En 2000, puis de 2003 à 2006, ainsi qu'à partir de 2016, elle compte comme une étape de la série mondiale de rugby à sept.

## Histoire

### Débuts (1996 à 1999)
La compétition voit le jour en 1996 sous l'impulsion de l'agence Pion Communication, et la compagnie aérienne française Air France en est le sponsor principal dès la première édition. Les quatre premières éditions de la compétition se déroulent au stade Charléty à Paris, dans le treizième arrondissement. Pour promouvoir l'événement, ces premières éditions se déroulent le même jour que la finale du Top 14,.
La première édition est disputée par douze équipes et remportée par les fidjiens qui battent en finale l'équipe de France sur le score de 38 à 19 après s'être défait des australiens en demi-finale (29-19). L'édition 1998 est préparée par les nations comme préparation aux Jeux du Commonwealth où le rugby à sept fera son apparition pour la première fois en Malaisie. Les favoris néo-zélandais et fidjiens se rencontrent en demi-finale, match remporté par les All Blacks (21-19) qui retrouvent en finale l'Australie. Après avoir été menés 14-0, les australiens reviennent dans le match en inscrivant cinq essais, dont deux de David Campese, pour s'imposer finalement sur le score de 33 à 26. L'édition 1999 est suivie par plus de 40 000 spectateurs et voit la victoire de l'équipe de Nouvelle-Zélande qui s'impose 36 à 26 devant l'équipe de France.

### Intégration aux World Series (2000, 2004 à 2006)
Les IRB Sevens World Series sont créés en 1999 et le tournoi parisien en fait partie. Les néo-zélandais conservent leur titre et s'imposent de nouveau en dominant largement l'Afrique du Sud sur le score de 69 à 10,. Entre 2001 et 2003, les World Series passent par Cardiff, abandonnant le tournoi français. 
En 2004, l'étape est cependant réintégrée au programme mondial. Elle se dispute cette année-là au Stade Chaban-Delmas à Bordeaux où la Nouvelle-Zélande l'emporte à nouveau en battant les anglais 28 à 19 en finale. La saison suivante, elle fait son retour à Paris mais cette fois au Stade Jean-Bouin. C'est l'équipe de France qui est sacrée grâce à sa victoire 28 à 19 contre les fidjiens, première victoire française lors d'un tournoi des World Series. La compétition fait son retour à Charléty la saison suivante et elle connaît sa dernière édition avec une victoire de l'Afrique du Sud aux dépens de l'équipe des Samoa (33 à 12). La France n'organise pas l'édition 2007 en raison de la Coupe du Monde de rugby à XV qui se disputera la même année. Les World Series intègrent alors l'Écosse dans le circuit mondial et Glasgow reste par la suite une étape annuelle.

### Retour des World Series (2016-)
Après 10 ans d'absence, Paris organise à nouveau une étape du circuit mondial les 14 et 15 mai 2016. Cette édition est marquée par la préparation des équipes aux Jeux olympiques qui se dérouleront quelques semaines plus tard et où le rugby à sept fera ses débuts. Ainsi, les équipes intègrent des joueurs de rugby à XV célèbres tels que Francois Hougaard (Afrique du Sud), Santiago Cordero (Argentine), Nick Cummins (Australie), Sonny Bill Williams (Nouvelle-Zélande), Josua Tuisova, Leone Nakarawa, Waisea Nayacalevu (Fidji) mais également des joueurs venus d'autres disciplines, tels que Nate Ebner (football américain, États-Unis). C'est cependant l'équipe des Samoa qui remporte de façon inattendue le tournoi en battant en finale les Fidji (29-26).
L'édition 2020 est reportée en raison de la pandémie de Covid-19, puis définitivement annulée. L'édition 2021 est annulée pour la même raison. Pour l'édition 2022, un stade inédit est choisi, le stade Ernest-Wallon de Toulouse.

## Identité visuelle

Évolution du logo
Logo des éditions 2016 et 2017.
Logo des éditions 2018 et 2019.
Logo des éditions 2022 et 2023.

## Palmarès

### Les débuts
| Date                    | Stade                 | Cup              | Cup     | Cup              | Plate                     | Bowl      |
| Date                    | Stade                 | Vainqueur        | Score   | Finaliste        | Vainqueur                 | Vainqueur |
| ----------------------- | --------------------- | ---------------- | ------- | ---------------- | ------------------------- | --------- |
| 11 et 12 octobre 1996   | Stade Charléty, Paris | Fidji            | 38 – 19 | France           | Roumanie                  | Russie    |
| 31 mai et 1er juin 1997 | Stade Charléty, Paris | Fidji,           | 13 – 7  | Nouvelle-Zélande | Barbarians français       | Allemagne |
| 17 et 18 mai 1998       | Stade Charléty, Paris | Australie,       | 33 – 26 | Nouvelle-Zélande | Barbarians sud-américains | Japon     |
| 29 et 30 mai 1999       | Stade Charléty, Paris | Nouvelle-Zélande | 36 – 26 | France           | Barbarians français       | Australie |

### En World Series
Depuis 2000, le tournoi entre dans le cadre des World Series.
| Date               | Stade                         | Cup              | Cup     | Cup            | Plate          | Bowl      | Shield    |
| Date               | Stade                         | Vainqueur        | Score   | Finaliste      | Vainqueur      | Vainqueur | Vainqueur |
| ------------------ | ----------------------------- | ---------------- | ------- | -------------- | -------------- | --------- | --------- |
| 27 au 29 mai 2000  | Stade Charléty, Paris         | Nouvelle-Zélande | 69 – 10 | Afrique du Sud | Fidji          | Samoa     | –         |
| 28 et 29 mai 2004  | Stade Chaban-Delmas, Bordeaux | Nouvelle-Zélande | 28 – 19 | Angleterre     | Argentine      | France    | Espagne   |
| 11 et 12 juin 2005 | Stade Jean-Bouin, Paris       | France           | 28 – 19 | Fidji          | Afrique du Sud | Argentine | Canada    |
| 27 et 28 mai 2006  | Stade Charléty, Paris         | Afrique du Sud   | 33 – 12 | Samoa          | Fidji          | Kenya     | Écosse    |
| 13 au 15 mai 2016  | Stade Jean-Bouin, Paris       | Samoa            | 29 – 26 | Fidji          | Afrique du Sud | Écosse    | Portugal  |

| Date              | Stade                         | Cup              | Cup     | Cup              | Challenge Trophy |
| Date              | Stade                         | Vainqueur        | Score   | Finaliste        | Vainqueur        |
| ----------------- | ----------------------------- | ---------------- | ------- | ---------------- | ---------------- |
| 13 au 14 mai 2017 | Stade Jean-Bouin, Paris       | Afrique du Sud   | 15 – 5  | Écosse           | Argentine        |
| 9 au 10 juin 2018 | Stade Jean-Bouin, Paris       | Afrique du Sud   | 24 – 14 | Angleterre       | Argentine        |
| 1 au 2 juin 2019  | Stade Jean-Bouin, Paris       | Fidji            | 35 – 24 | Nouvelle-Zélande | Canada           |
| 20 au 22 mai 2022 | Stade Ernest-Wallon, Toulouse | Fidji            | 29 – 17 | Irlande          | Nouvelle-Zélande |
| 12 au 14 mai 2023 | Stade Ernest-Wallon, Toulouse | Nouvelle-Zélande | 24 – 19 | Argentine        | Fidji            |

## Bilan
| Équipes          | Titres | Années           | Finaliste | Années       |
| ---------------- | ------ | ---------------- | --------- | ------------ |
| Afrique du Sud   | 3      | 2006, 2017, 2018 | 1         | 2000         |
| Nouvelle-Zélande | 3      | 2000, 2004, 2023 | 1         | 2019         |
| Fidji            | 2      | 2019 et 2022     | 2         | 2005 et 2016 |
| Samoa            | 1      | 2016             | 1         | 2006         |
| France           | 1      | 2005             | 0         | -            |
| Angleterre       | 0      | -                | 2         | 2004 et 2018 |
| Écosse           | 0      | -                | 1         | 2017         |
| Irlande          | 0      | -                | 1         | 2022         |
| Argentine        | 0      | -                | 1         | 2023         |

## Stades
Le tournoi mondial français s'est déroulé le plus souvent à Paris (dans deux stades différents), mais l'édition 2004 a pris place à Bordeaux et les éditions 2022 et 2023 ont pris place à Toulouse.
| Paris, 13e arrondissement        | Bordeaux                              | Paris, 16e arrondissement          | Toulouse                              |
| -------------------------------- | ------------------------------------- | ---------------------------------- | ------------------------------------- |
| Stade Charléty Capacité : 19 151 | Stade Chaban-Delmas Capacité : 34 694 | Stade Jean-Bouin Capacité : 20 000 | Stade Ernest-Wallon Capacité : 19 000 |
|                                  |                                       |                                    |                                       |